# Helicoverpa marmada
Helicoverpa marmada là một loài bướm đêm trong họ Noctuidae.